# Charo Corrales
Rosario Corrales (Olvera, Cádiz 1968), conocida como Charo Corrales, es una artista multidisciplinar española. Su obra tiene una clara base feminista y en defensa de la libertad de expresión.

## Formación académica
Comenzó su formación en fotografía analógica en Madrid para luego formarse en profundidad en Londres, donde se graduó en  Medios de Comunicación Audiovisual en 1997, posteriormente  realizó un máster en Diseño y Media en 2000 en la Universidad de Westminster. En Londres alternó el desarrollo de proyectos fotográficos personales con la asistencia a otros fotógrafos y la docencia, lo que le brindó una amplia experiencia en el laboratorio de blanco y negro y en procesos antiguos de fotografía.
Llevó a cabo otro máster sobre Espacios Expositivos y Museografía Creativa en la Universidad Politécnica de Cataluña. Curso de Experto en Gestión Documental en Museos (DOMUS), Universidad de Alcalá de Henares en el año 2011. Ha cursado desde entonces innumerables estudios en las más variadas temáticas relacionadas con el mundo artístico audiovisual.

## Trayectoria artística
El eje central de sus trabajos es la identidad personal o colectiva en aspectos tan variados como el cuerpo, la edad, la pertenencia al grupo, la emigración, la inmigración y la feminidad. Trabaja activamente en la reivindicación de los derechos de las mujeres artistas y su visibilización, el rol impuesto a la mujer desde el principio de los tiempos.
Como fotógrafa explora de manera exhaustiva el autorretrato como medio de expresión, haciendo de las instantáneas de su cuerpo, con todas sus cicatrices – las que se ven y las que no pueden contemplarse-, una hermosa metáfora de la vida. Sus fotos en múltiples historias, profundizan como si se tratase de una matrioshka o muñeca rusa, en ellas cuenta relatos con los que cualquier mujer puede identificarse cuando se contempla desnuda y sin maquillaje, con sus luces y sus sombras; a veces, vulnerable y otras, fuerte.

### Obra artística
Los títulos de sus proyectos mantienen una relación directa con sus vivencias íntimas como mujer. Bajo el título Over 40 (Pasados los cuarenta / Cuarentona) Charo Corrales ha reunido varios proyectos fotográficos que de una forma u otra muestran aspectos de lo que para ella supone pertenecer a este grupo de edad. El proyecto Over 40 es el resultado de fotografiarse casi a diario desde mayo de 2014 y de la edición de todo este trabajo documental en diferentes temáticas / libros.
El proyecto “Hoy estoy que sangro” habla sobre vida, piel, sangre, deseo y placer. También de lo privado, lo íntimo, de pasar tiempo a solas, de lo que supone ser una mujer que se acerca a los 50, del miedo a ser transparente, del miedo a olvidar cómo es el cuerpo. Este proyecto está compuesto por 93 fotos, algunas agrupadas en dípticos, trípticos, reunidas para publicarse en forma de un libro. La autora mezcla autorretratos, con fotos de grafitis de texto junto con otras imágenes recogidas de su vida cotidiana.
Foto diario lo comenzó en el año 2015, surge a lo largo de la jornada captando diferentes instantáneas, a veces, la inspiración proviene de una luz, otras, de un espacio, pero también aflora la necesidad de documentar una situación concreta que la empuja, en ocasiones, a llevar a cabo una amplia sesión fotográfica.

Expresa estos sentimientos en el poema:
A Solas…Retratarme para poder verme, para no olvidarme, para reconocerme./ Reivindicando mi cuerpo, mi placer, mi piel, mi sangre. Sola, en privado, con mis estados de ánimo, sentimientos, dolor, perdidas…/ Enfrentándome a veces con mis demonios, otras disfrutando de mi compañía.”
Pain & Pleasure Es una muestra de un trabajo personal de exploración del placer que deviene del dolor. Autorretratos inspirados en Nobuyoshi Araki, es una serie limitada de cinco cajas impresas en papel Hahnemuhle, Fine Art Alberecht Durrer.

### Controversia
La obra Con flores a María, parte de la exposición 'Maculadas sin remedio", sufrió un ataque tanto mediático como físico. La obra, que se expuso en la Diputación de Córdoba en el año 2019, muestra a la propia artista con la pose de una Virgen semidesnuda y una mano situada en la entrepierna, esta obra fue ultrajada en casi toda la superficie del cuadro. La obra rajada, permaneció expuesta por decisión de la autora para mostrar el ataque sufrido. La autora denunció la agresión, pero la asociación Abogados Cristianos interpuso una denuncia en el juzgado de instrucción número 1 de Córdoba, este admitió a trámite la querella contra la exposición "Maculadas sin remedio" y en concreto por el cuadro de Charo Corrales. La demanda iba dirigida a la Diputación de Córdoba por promover la exposición y a la autora del cuadro. En este artículo la propia Charo Corrales relataba el episodio censor que había vivido, antes de conocer que la pesadilla continuaba.
En 2020 la obra fue adquirida por Tatxo Benet y entró a formar parte de la Colección de Arte Censored de Tatxo Benet.